# Palaiargia
Palaiargia – rodzaj ważek z rodziny pióronogowatych (Platycnemididae). Do 2013 roku zaliczano go do łątkowatych (Coenagrionidae).

## Podział systematyczny
Do rodzaju należą następujące gatunki:

- Palaiargia alcedo Lieftinck, 1949
- Palaiargia arses Lieftinck, 1957
- Palaiargia benkeni Orr, Kalkman & Richards, 2014
- Palaiargia carnifex Lieftinck, 1932
- Palaiargia ceyx Lieftinck, 1949
- Palaiargia charmosyna Lieftinck, 1932
- Palaiargia clarillii Orr, Kalkman & Richards, 2014
- Palaiargia eclecta Lieftinck, 1949
- Palaiargia eos Lieftinck, 1938
- Palaiargia ernstmayri Lieftinck, 1972
- Palaiargia halcyon Lieftinck, 1938
- Palaiargia humida Förster, 1903
- Palaiargia melidora Lieftinck, 1953
- Palaiargia micropsitta Lieftinck, 1957
- Palaiargia myzomela Lieftinck, 1957
- Palaiargia nasiterna Lieftinck, 1938
- Palaiargia obiensis Lieftinck, 1957
- Palaiargia optata (Hagen in Selys, 1865)
- Palaiargia perimecosoma Lieftinck, 1957
- Palaiargia quandti Orr, Kalkman & Richards, 2014
- Palaiargia rubropunctata (Selys, 1878)
- Palaiargia stellata (Ris, 1915)
- Palaiargia susannae Kovács & Theischinger in Kovács, Theischinger, Juhász & Danyik, 2015
- Palaiargia tanysiptera Lieftinck, 1953
- Palaiargia traunae Orr & Richards, 2014
- Palaiargia tydecksjuerging Orr, Kalkman & Richards, 2014